# Crashed
Crashed è un videogioco sviluppato e pubblicato da Rage Software nel 2002 per PlayStation 2 e Xbox. Si tratta di un simulatore di guida arcade basato sullo sport chiamato demolition derby, in cui si devono distruggere le auto avversarie. Inizialmente il nome del videogioco era Crash, ma è stato successivamente intitolato Totaled! negli Stati Uniti e Crashed in Europa.

## Modalità di gioco
(Tagline sul retro della confezione del gioco)
Come indica il motto, lo scopo del gioco è colpire, danneggiare e distruggere il maggior numero di auto avversarie per guadagnare punti e classificarsi primi. I punti assegnati ad ogni scontro dipendono dai danni inflitti all'auto avversaria, dalla velocità al momento dell'impatto e dal tipo di manovra effettuata; esempi di manovre sono: tamponamento, scontro frontale, scontro a T, codata. Per aumentare la velocità, ogni auto ha una riserva di nitro per attivare il turbo.
Le gare possono svolgersi in sedici circuiti diversi e si possono scegliere dieci differenti auto da guidare, ma inizialmente la scelta è limitata: nuove arene e nuovi veicoli si sbloccano proseguendo nella modalità carriera, in cui il giocatore deve vincere diversi eventi basati su varie regole descritte più sotto. Tutte le arene e le auto sbloccate diventano disponibili anche nelle modalità arcade e multiplayer, le quali consentono anche di personalizzare le regole del gioco impostando vari parametri (come il numero di auto presenti o il limite di tempo). In modalità multiplayer sono presenti inoltre arene concepite appositamente per tale modalità.

### Regole del gioco
Le seguenti regole sono sostanzialmente "variazioni sul tema" su cui si basa Crashed, ossia la distruzione delle auto avversarie:
- Aperto a tutti - Vince chi riesce a rimanere l'unica auto ancora in vita o chi, allo scadere del tempo, ha il punteggio più alto.
- Il sopravvissuto - Come Aperto a tutti, ma senza limiti di tempo: vince quindi chi rimane l'unica auto in gara.
- Limite punti - Ha le stesse regole di Aperto a tutti, ma vince chi raggiunge per primo un determinato punteggio.
- Cacciatore - Simile ad Aperto a tutti, ma si guadagnano punti solo colpendo l'auto bersaglio o colpendo le altre auto quando il bersaglio è il giocatore. Il bersaglio cambia a intervalli regolari di tempo. Vince chi ha il punteggio più alto allo scadere del tempo.
- Stuntman - In questo gioco si guadagnano punti effettuando acrobazie e salti e distruggendo oggetti, mentre colpire le altre auto non fa ricevere punti, ma può impedire loro di vincere. Vince chi allo scadere del tempo ha il punteggio più alto.
- Multistaffetta - Si devono colpire tutti gli altri veicoli almeno una volta entro un certo limite di tempo.
- Guida aggressiva - Gara testa a testa, in cui vince chi riesce a distruggere il veicolo avversario prima dello scadere del tempo.
- Guida difensiva - Gara testa a testa, in cui vince chi riesce a sopravvivere fino alla fine.
- Checkpoint attivi - Come aperto a tutti, ma ci sono dei checkpoint che, se attraversati prima che scompaiano, fanno guadagnare punti bonus.
- Salto degli autobus - Il giocatore è solo e deve saltare un numero sempre crescente di autobus disposti in fila, contando su una quantità limitata di nitro rispetto alle altre gare.
- Salto a bersaglio - Il giocatore è solo e deve salire su una rampa e atterrare sull'area bersaglio evitando di colpire i pupazzi di neve.
- Quattro rampe - Si deve distruggere il numero stabilito di casse entro il tempo limite.
- Spacca tutto - Si deve provocare il maggior numero di danni alle auto parcheggiate entro lo scadere del tempo.

### Auto
In Crashed si possono scegliere dieci differenti veicoli caratterizzati dai seguenti parametri: accelerazione, velocità, aderenza, peso e resistenza ai danni. I veicoli sono poi suddivisi in tre categorie sulla base dei valori di tali parametri:
- Hot Rod - Auto con bassa velocità, accelerazione e aderenza ma alta resistenza e peso.
- Muscle car - Auto con parametri equilibrati.
- Performance car - Auto veloci e con alta accelerazione e aderenza, ma poco resistenti ai danni.

Inizialmente è disponibile un solo veicolo per ogni categoria, mentre gli altri diventano disponibili proseguendo nella modalità carriera.

### Premi
Al termine di ogni gara possono essere assegnati dei premi in base alle azioni compiute dal giocatore:
- Distruttore - Assegnato a chi ha realizzato lo scontro più grosso e spettacolare.
- Schiappa - Assegnato a chi ha inflitto il minor numero di danni agli avversari.
- Aviatore - Assegnato a chi ha realizzato l'acrobazia più spettacolare.
- Esperto - Assegnato a chi ha ricevuto il minor numero di danni.
- Assassino - Assegnato a chi ha distrutto il maggior numero di auto avversarie.
- Sopravvissuto - Assegnato a chi ha subito il maggior numero di danni senza tuttavia essere stato distrutto.
- Asso - Assegnato a chi ha totalizzato il punteggio più alto.
- Distrutto - Assegnato a chi è stato distrutto.

### Replay
Al termine di ogni gara è possibile vedere un replay dell'azione scegliendo fra tre modalità di visualizzazione: nella modalità cinematografica, il replay mostra le azioni migliori e i momenti salienti del gioco, aggiungendo effetti cinematografici come il rallentatore o le istantanee; nella modalità telecamera circuito il replay mostra con varie inquadrature l'azione di un'auto a scelta, ma senza effetti; nella modalità telecamera auto si vede l'azione da dietro un'auto a scelta, come se si stesse giocando con quell'auto.

## Colonna sonora
La colonna sonora del gioco è costituita dai seguenti brani:
| Titolo                | Gruppo       | Compositore                | Editore          |
| --------------------- | ------------ | -------------------------- | ---------------- |
| Dig that Stupid Sound | Big in Japan | Joey Travers               | Honest Dons      |
| 2RAK005               | Bracket      |                            | Wreck Chords     |
| Chupavabras           | Chixdiggit!  | KJ Jansen                  | Honest Dons      |
| Ohio                  | Chixdiggit!  | KJ Jansen                  | Honest Dons      |
| Heavy Metal Winner    | Consumed     |                            | Fat Wreck Chords |
| Flesh and Bones       | Exodus       | Laura Litter, Sally Gess   | Fat Wreck Chords |
| Shaving Your Life     | Mad Caddies  | C. Benson, C. Robertson    | Fat Wreck Chords |
| Down This Road        | Zero Down    |                            | Fat Wreck Chords |
| Going Nowhere         | Zero Down    |                            | Fat Wreck Chords |
| Secrets               | J Church     | Lance Hahn                 | Honest Dons      |
| I Did It              | The Dickies  | Stan Lee, Leonard Phillips | Honest Dons      |
| Midnight Picture Show | Teen Idols   |                            | Honest Dons      |
| April Fools           | Exodus       | Laura Litter               | Fat Wreck Chords |
| A Literary Love Song  | Diesel Boy   | Diesel Dave                | Honest Dons      |